# Хлоратні вибухові речовини
Хлоратні вибухові речовини (рос. хлоратные ВВ, англ. chlorate explosives, chlorate blasting agents; нім. Chloratsprengstoffe m pl)  – вибухові речовини (ВР) на основі хлорату калію (бертолетової солі). Крім окисника, містить горючі добавки: тверді (парафін) та рідкі (гас та ін.). Чутливі до удару, тертя та вогню. Мають порівняно високу бризантність (12-15 мм) при малій працездатності (180-200 см3).